# Drymus pilicornis
Drymus pilicornis är en insektsart som först beskrevs av Étienne Mulsant och Claudius Rey 1852.  Drymus pilicornis ingår i släktet Drymus, och familjen fröskinnbaggar. Enligt den finländska rödlistan är arten nationellt utdöd i Finland. Arten är reproducerande i Sverige. Artens livsmiljö är torra gräsmarker.